# Понтијак (Мичиген)
Понтијак (Мичиген) (енгл. Pontiac) град је у америчкој савезној држави Мичиген. По попису становништва из 2010. у њему је живело 59.515 становника.

## Демографија
Према попису становништва из 2010. у граду је живело 59.515 становника, што је 6.822 (10,3%) становника мање него 2000. године.
|                   | 2010.           | 2000.           |
| Укупно            | 59 515 (100,0%) | 66 337 (100,0%) |
| Афроамериканци    | 30 988 (52,07%) | 31 791 (47,92%) |
| Белци             | 15 815 (26,57%) | 22 875 (34,48%) |
| Хиспаноамериканци | 9 835 (16,53%)  | 8 463 (12,76%)  |
| Остали            | 1 505 (2,529%)  | 1 617 (2,438%)  |
| Азијати           | 1 372 (2,305%)  | 1 591 (2,398%)  |